# Elettaria cardamomum
Elettaria cardamomum, đồng nghĩa: Amomum cardamomum, là loài thực vật của vùng Đông Nam Á, thuộc họ Gừng (Zingiberaceae), thường được dùng làm dược liệu. Loài này được (L.) Maton mô tả khoa học đầu tiên năm 1811.

## Hình ảnh

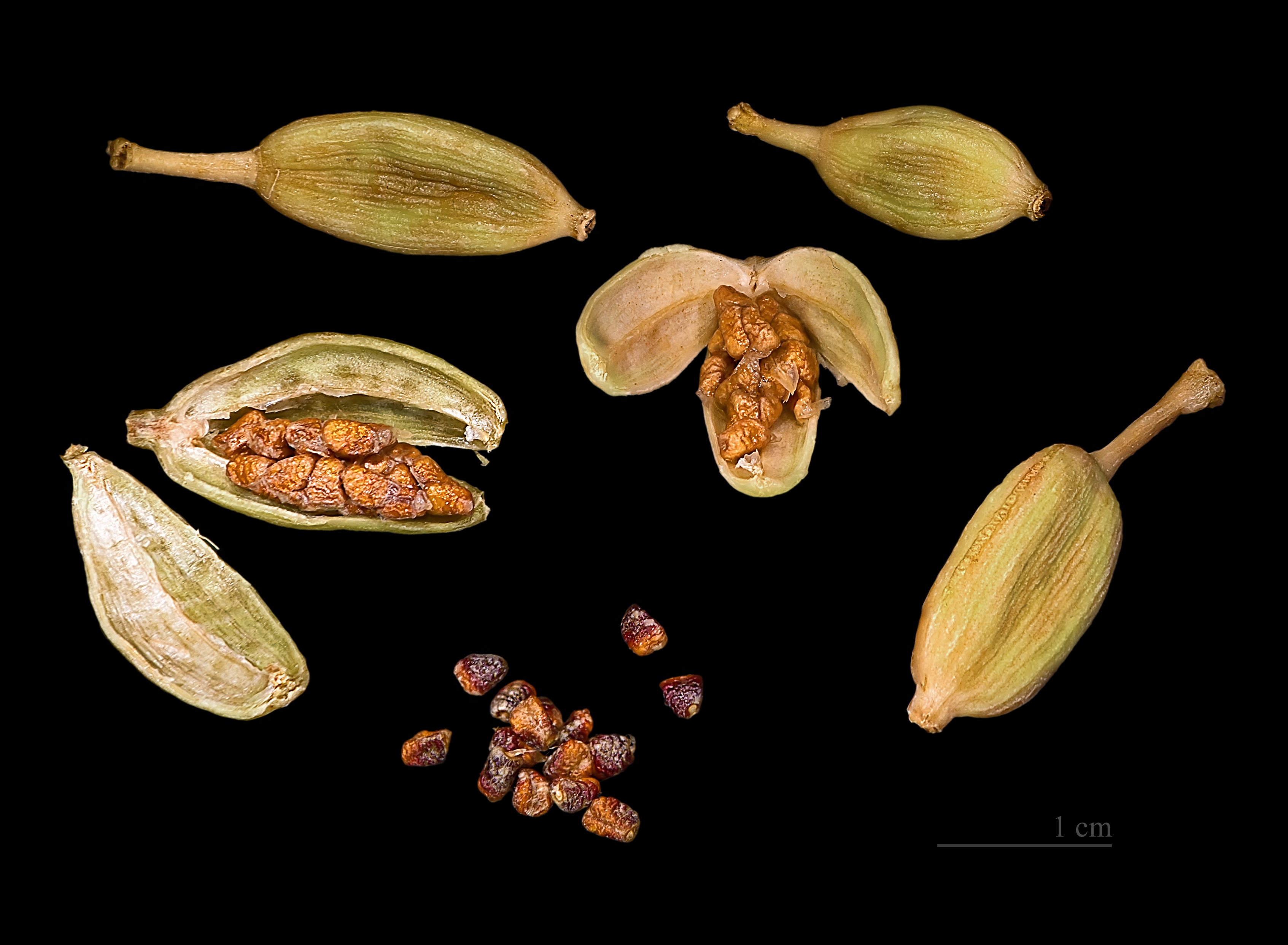
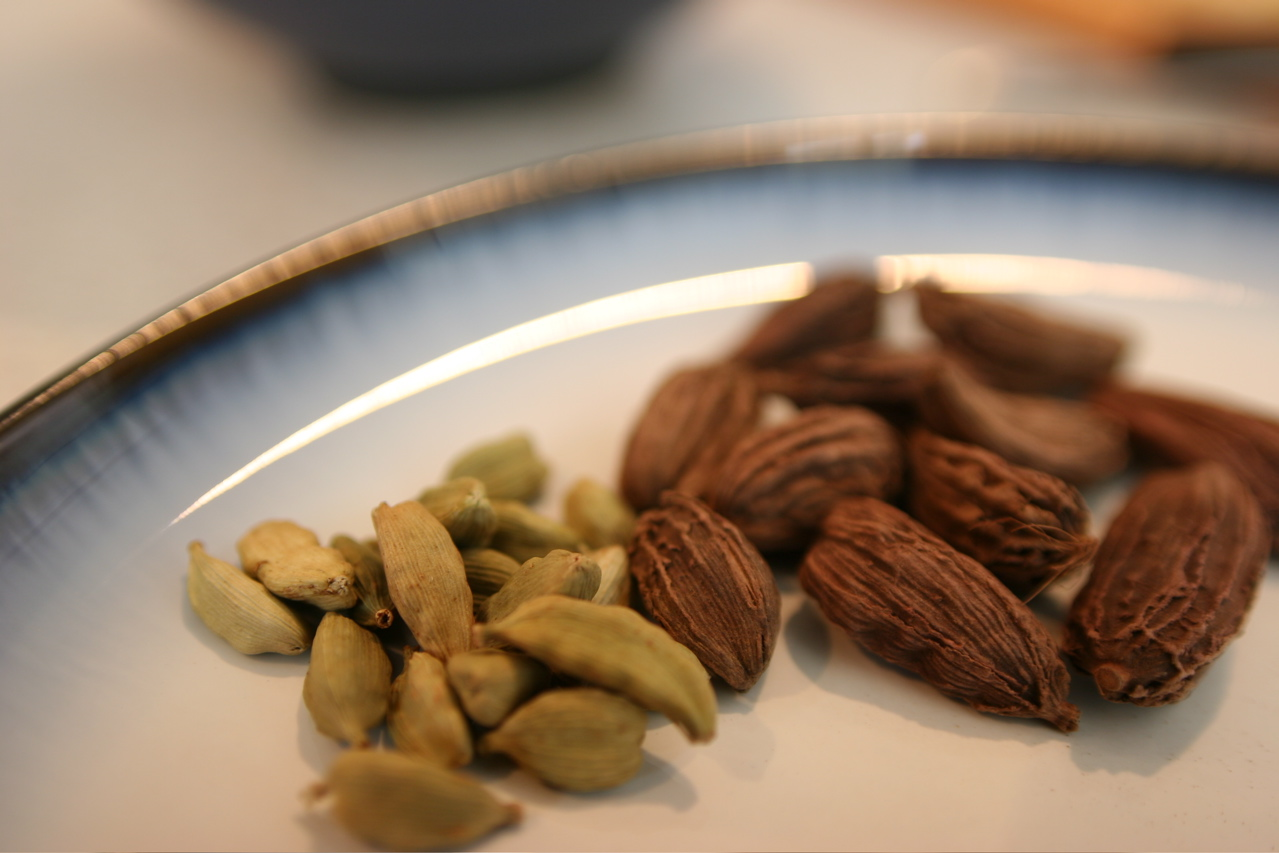
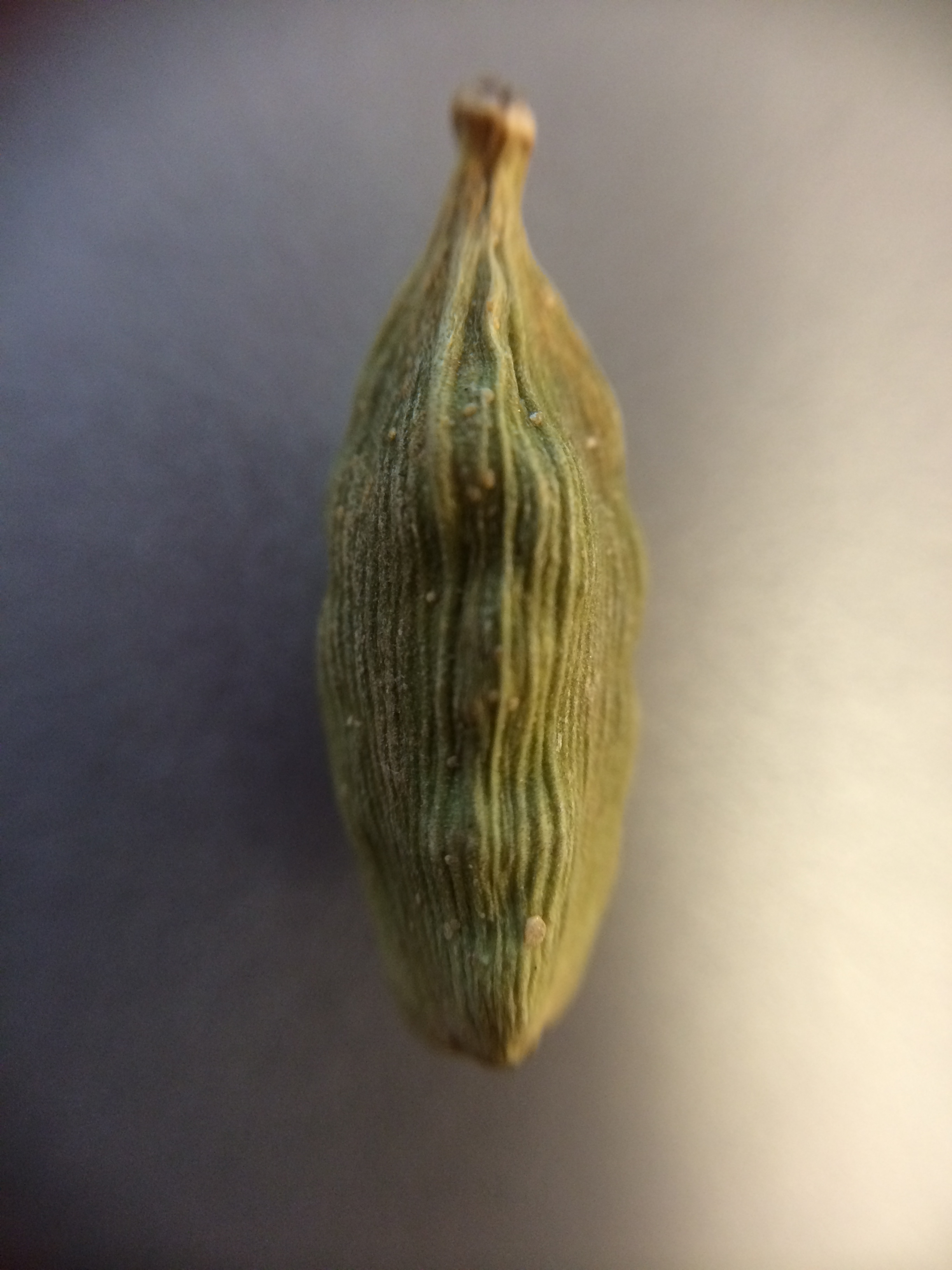

- Tập tin:Cardamom pods on plant.jpg